# Blu-express

Blu-express es una marca registrada de Blue Panorama Airlines

Blu-express es una aerolínea de bajo costo italiana, y una marca registrada de Blue Panorama Airlines. Blue Panorama Airlines, es parte de Distal & itr, uno de los principales grupos de transporte aéreo en Italia y Europa.

## Códigos
- Código IATA: BV
- Código OACI: BPA

## Destinos
Blu-express opera desde el Aeropuerto Intercontinental Leonardo da Vinci de Roma, conectando principalmente Roma con Bari y el Aeropuerto Internacional de Malpensa en Milán. Pero también la aerolínea conecta Roma con aeropuertos en Niza, Grenoble y Lyon en Francia; como así también otros en Alemania (Múnich) y Austria (Viena).

## Flota
En agosto de 2006 la flota de Blu-express incluye:
- 2 Boeing 737-400